# Kasteel Selwerd

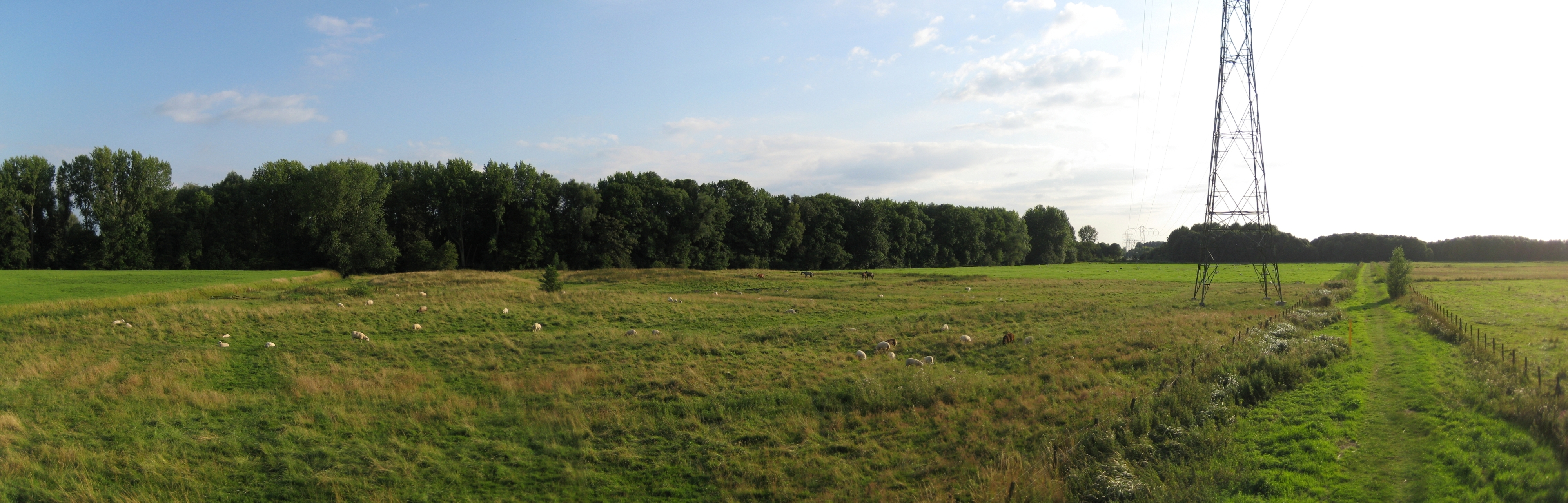
De locatie van het Kasteel Selwerd in 2009. De bomen vormen de noordrand van de Selwerderhof.

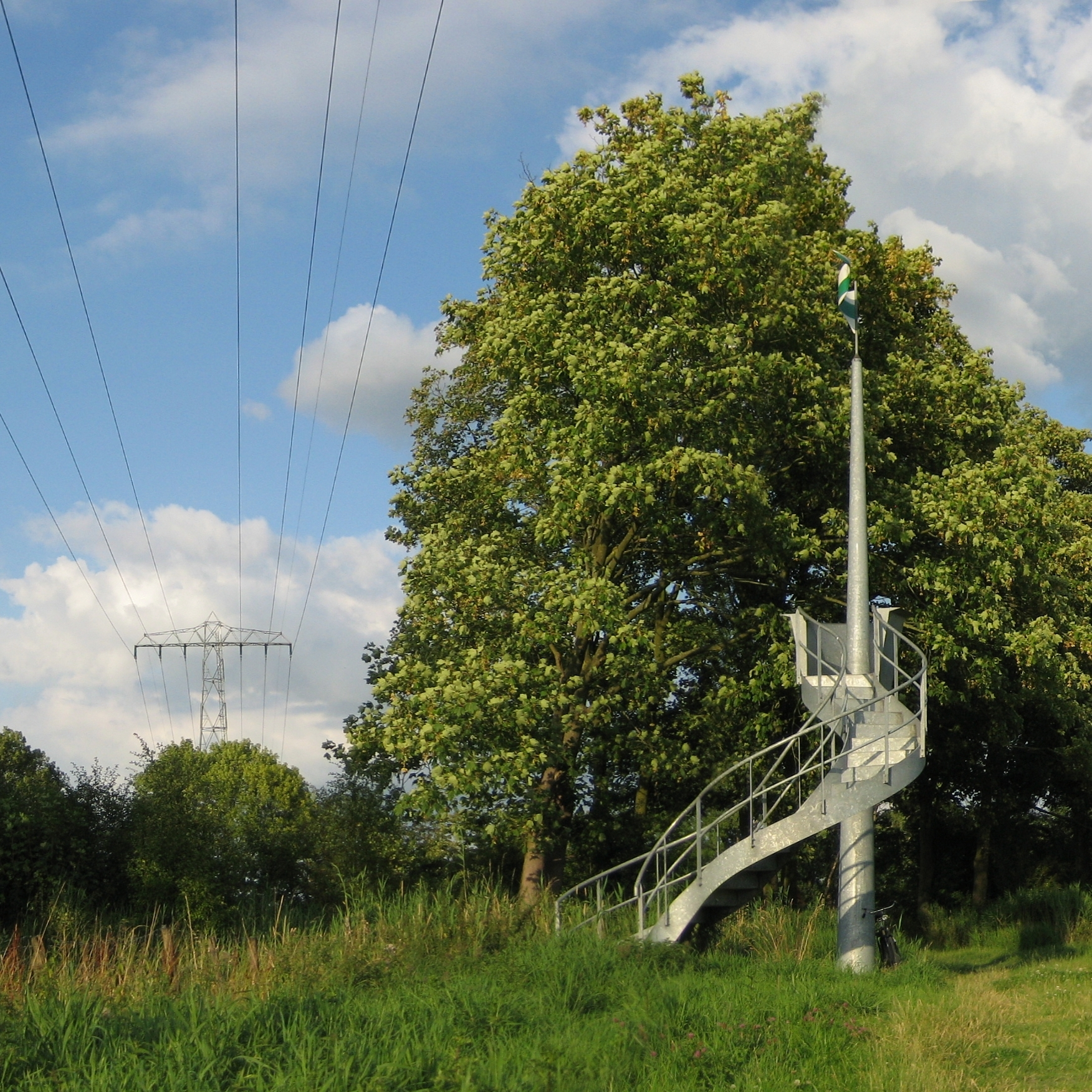
Het uitzichttorentje in 2009

Het kasteel Selwerd was een in de middeleeuwen buiten de stad Groningen gebouwd versterkt steenhuis.
Het is precies bekend waar dit kasteel heeft gestaan en wel ten noordwesten van de stad Groningen, naast de huidige begraafplaats Selwerderhof, tussen het Van Starkenborghkanaal en de Paddepoelsterweg. Daar ligt het glooiende grasland dat de Huppels genoemd wordt, de historische plaats van het kasteel Selwerd. Het kan worden overzien vanuit een uitkijktoren, die is geplaatst aan de Laan naar het Klooster. Dit verwijst naar het Klooster Selwerd (dat vroeger naast het kasteel stond), en is een voormalige kleiweg die voorkomt op een kaart uit de 18e eeuw. In de jaren negentig van de twintigste eeuw heeft op dit terrein meerdere keren archeologisch onderzoek plaatsgevonden. Het terrein is sinds 1975 een beschermd archeologisch ondergronds rijksmonument (nr. 45594).

## Groningen
In het jaar 1040 schonk koning Hendrik III het landgoed Villa Cruoninga (Groningen) met munt- en tolheffingsrecht aan de bisschop van Utrecht. Maar zoals toen gebruikelijk, regelde de bisschop de dagelijkse gang van zaken in Groningen niet zelf, maar liet dat over aan een door hem aangestelde prefect. In het dagelijkse leven kwam het vaak tot botsingen tussen de prefect en de bewoners van Groningen, zeker als hij iets besloot in hun nadeel. Door de eeuwen heen brak de macht van de bisschop en de prefecten. In het jaar 1338 stierf het geslacht van de prefect in Groningen uit. De tak van de familie die daarna als prefect optrad kon niet langer genieten van de macht. In het jaar 1352 (oorlog Schieringers en Vetkopers) werd hun kasteel Selwerd voor een groot deel verwoest en daarmee was tevens de macht van de bisschop over de stad Groningen in principe gebroken.

## Selwerd
In het jaar 858 is er reeds sprake van Selwerd (‘Selwrt’/’Selewrt’/’Zijlwerd’/’Selwert’). In oude bescheiden komt Selwerd oorspronkelijk voor als een gebied dat toebehoorde aan de Sint Maartenskerk van Utrecht en in leen was gegeven aan (een onbekende) Ludgerius. In het jaar 1169 is het gebied aan de Abdij van Runen (Ruinen) gekomen, die daarop vervolgens het nabij gelegen klooster heeft gesticht. Zowel het klooster als het later gebouwde kasteel kregen de naam ‘Selwerd’.
Het gebied Selwerd lag op de grens van Hunsingo. Of het tot dat gebied behoorde dan wel deel uitmaakte van het ‘Goorecht’ was omstreden. Het werd ook wel als heerlijkheid genoemd, maar dat het daadwerkelijk een eigen rechtsgebied was blijkt uit geen enkele bron.
Uit de stukken van een rechtszaak in het jaar 1283, waar o.a. te lezen valt
”……dat die van Selwerd in het vervolg vrij van allen regtsdwang der Hunsegooërs en Groningers zouden zijn en alleen aan de regtelijke magt van hem en deszelfs erven in het Gooregt onderworpen zouden blijven”………
kan worden afgeleid dat het tot het Gorecht werd gerekend. Het Gorecht werd ook aangeduid als het Gerecht van Selwerd.
Het gebied Selwerd had een natuurlijke grensscheiding, het lag tussen de Paddepoelsterweg, de Oude Hunze (later het Selwerderdiepje), het gebied Borgham (waar ooit het steenhuis ‘Cortinheem’ of ‘Cortinghuis’ heeft gestaan) en de ‘stad’ Groningen. Deze grond behoorde vanouds onder Zuidwolde, maar is bij de verdeling in gemeenten onder Noorddijk gekomen (sectie F nr. 374) en later onder de gemeente Groningen (sectie D nrs. 5310 en 5311).

## Kasteelhistorie
Volgens de historici en archeologen is er nauwelijks sprake geweest van een kasteel. Het gebouw was een opgetrokken steenhuis (versterkt woonhuis) met een dubbele gracht eromheen. De bouw van het kasteel heeft vermoedelijk plaatsgevonden aan het einde van de 13e eeuw, in opdracht van de prefect van Groningen (Egbert van Groningen), die zich in het jaar 1283 ‘heer van Selwerd’ noemde. Van de geschiedenis van het kasteel is niet veel meer bekend dan dat de prefecten daar hebben gewoond tot het met hun macht gedaan was. Hendrik III, een van de laatste prefecten is tussen de jaren 1352-1357, bij de belegering en verwoesting van het kasteel, tijdens de oorlog tussen de stad Groningen en de Drenten, door de aanvallers gevangengenomen en bij de Boteringepoort in de stad Groningen onthoofd, zo verhalen de kroniekschrijvers. Hij werd begraven in het Jacobijnerklooster te Groningen. Na deze oorlog moet het kasteel Selwerd spoedig weer zijn opgebouwd aangezien in het huwelijkscontract tussen Ida van Selwerd met Herman van Koevorden, gesloten in het jaar 1360, het kasteel nog als bestaand gebouw voorkomt. Het beheer van het kasteel is dan in handen van Rudolf Prediker, een aangetrouwde neef van Adolf, een broer van Hendrik III. Deze Rudolf Prediker bezorgde de stad Groningen veel ellende doordat hij schepen op het Reitdiep aanviel en plunderde. In 1361 heeft de stad Groningen het gehate kasteel Selwerd van de prefectenfamilie gekocht en tot de grond toe gesloopt. De kosten zijn via een belastingheffing opgebracht door de bewoners van de stad Groningen en de bewoners van Hunsingo, Fivelingo en Langewold. De stenen van het kasteel zijn gebruikt om de stadsmuur te realiseren tussen de Boteringepoort en de Ebbingepoort.

## Archeologie
Er is in november 1996 gesproken over het herstel van de grachten en het kasteel. Gezien de status ‘ondergronds monument’ kan alleen de Minister van Culturele Zaken daartoe toestemming verlenen. De gemeente Groningen en het Rijk hebben zich als doel gesteld om zo veel mogelijk van de archeologische resten van het kasteel die onder het maaiveld zitten, te bewaren en intact te houden, omdat het informatie bevat over het verleden. De ‘Huppels’ is een van de beter bewaarde kasteelterreinen van Nederland. De gemeente Groningen heeft daarom aangegeven dat het terrein van het kasteel niet zal worden opgegraven.
Allersmaborg · Asingaborg (Middelstum) · Asingaborg (Ulrum) · Asingaborg (Warffum) · Aylbada · Breedenborg · Cortinghuis · Dijkumborg · Dijksterhuis · Ennemaborg · Ewsum · Fraeylemaborg · Piloersemaborg · Hanckemaborg · Iwema-steenhuis · Huis te Lellens · Menkemaborg · Menthedaborg ·Nienoord · Nittersum · Onstaborg · Scheltkema-Nijenstein · Kasteel Selwerd · Takuma · Verhildersum · Walkuma · Wedderborg